# Chai
Chai' é um posto administrativo moçambicano, parte do distrito de Macomia na província de Cabo Delgado.

## História
Foi neste local que em 25 de Setembro de 1964 se iniciou a Luta Armada de Libertação Nacional contra as autoridades coloniais portuguesas com o ataque da Frelimo à sede do posto.
Chai foi atacada 28 de Maio de 2020 pelos grupos armados que têm levado a cabo a insurreição na província.  O ataque destruiu algumas infraestruturas públicas e privadas, nomeadamente casas, causou vítimas mortais entre os residentes e forçou a fuga da população para a mata. .